# Ośrodek duszpasterski Chrystusa Najwyższego Kapłana w Warszawie
Ośrodek Duszpasterski Chrystusa Najwyższego Kapłana – rzymskokatolicki ośrodek duszpasterski), należąca do dekanatu bródnowskiego, diecezji warszawsko-praskiej, metropolii warszawskiej, Kościoła katolickiego, w Warszawie, osiedle Kobiałka. Obsługiwany przez księży diecezjalnych.
Ośrodek został erygowany w 2009 roku. Obecny kościół parafialny to kaplica znajdująca się za Zespołem Szkół nr 43 w Warszawie (droga odchodząca od ul. Kobiałka w stronę miejscowości Stanisławów Pierwszy).